# Geefs (familie)

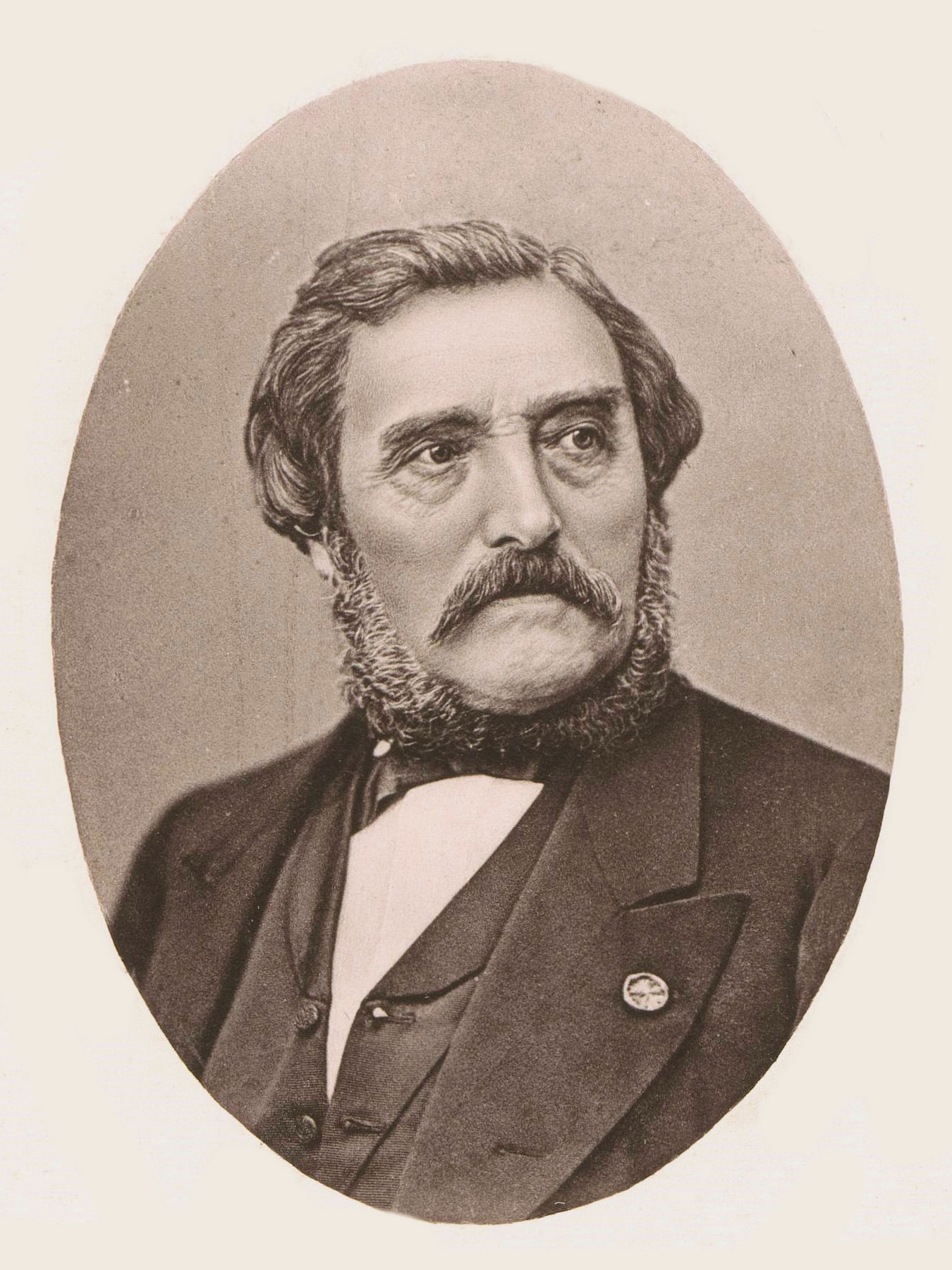
Guillaume (Willem) Geefs (1805-1883)

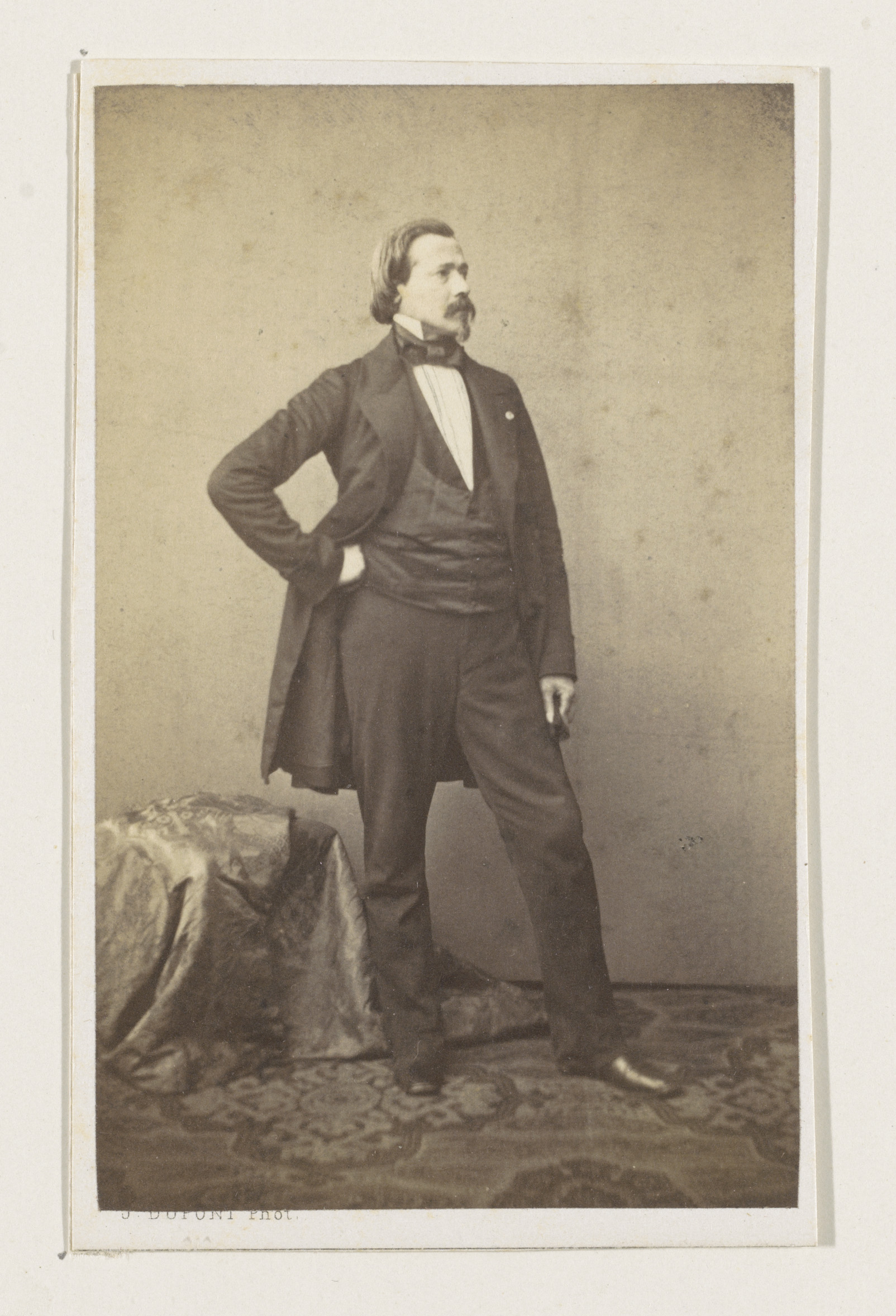
Joseph (Jozef) Geefs (1808-1885)

De familie Geefs is een Belgisch kunstenaarsfamilie die acht beeldhouwers voortbracht, waaronder een hofbeeldhouwer van koning Leopold I van België.

## Leden
De stamvader, Joannes Geefs (Herentals, 25 april 1779 en overleed te Antwerpen, 3 december 1848), was een bakker, uit wiens gezin zeven beeldhouwers geboren werden, ook twee kleinzonen gingen hetzelfde pad op.
Joannes trad tweemaal in het huwelijk:

### Eerste huwelijk
Uit zijn eerste huwelijk met Joanna Theresia Verbruggen (Heist-op-den-Berg, 8 november 1775 en overleed te Antwerpen 14 januari 1822) werden onder meer drie zonen geboren, die allen beeldhouwer werden:
- Guillaume (Willem) Geefs[1], (Antwerpen, 10 september 1805 - Schaarbeek, 19 januari 1883). Hij trouwde in 1836 met de schilderes Isabelle Marie Françoise (Fanny) Corr (1807-1883);
- Joseph (Jozef) Geefs, (Antwerpen, 23 december 1808 - Antwerpen, 19 oktober 1885);
- Aloijs Pierre Joseph (Aloys) Geefs, (Antwerpen, 25 januari 1817, - Auteuil (Parijs), 31 augustus 1841). Overleed op 24-jarige leeftijd. Ook zijn beroep was beeldhouwer; bovendien schilderde hij.

De gebroeders Willem en Joseph genoten zeer grote naambekendheid; Willem was hofbeeldhouwer van koning Leopold I van België.

### Tweede huwelijk
Uit het tweede huwelijk met Dymphna Vermeulen (°Grobbendonk 24 juli 1788 en overleden te Antwerpen 22 juni 1843), werden de volgende vier zonen geboren, ze werden allen beeldhouwer:
- Joannes (Jean) Geefs (Antwerpen, 25 april 1825 - Brussel, 4 mei 1860). Stierf betrekkelijk jong;
- Petrus Judocus (Théodore) Geefs (Antwerpen, 14 februari 1827 - Londen (Engeland), 1 januari 1867. Overleed op 39-jarige leeftijd;
- Carolus Franciscus (Charles) Geefs (Antwerpen, 1 januari 1829 - Schaarbeek, 5 april 1911). Charles was geboren uit een tweeling en was de langstlevende afstammeling in het gezin (82 jaar);
- Alexander Georgius (Alexandre) Geefs (Antwerpen, 1 januari 1829 - Schaarbeek, 27 augustus 1866). Hij was de tweelingbroer van Charles en stierf tamelijk jong: 37 jaar.

Charles Geefs heeft grote bekendheid ontwikkeld. Zijn kunst was niet beperkt tot beeldhouwen alleen. Hij vervaardigde ook schilderijen en tekeningen.
Ook Jean Geefs maakte bekende beeldhouwwerken, ondanks het feit dat hij niet lang productief was. Hij vervaardigde onder meer:
- het standbeeld van Dirk Martens, in 1856, op de Grote Markt te Aalst;
- de kruisweg in de kerk Sint-Jacob-op-Koudenberg te Brussel.

Daarenboven was hij actief aan het Engelse hof.

### Verdere afstamming
- Gustave Theodorus Georgius (Georges) Geefs (Antwerpen, 20 november 1850 - Berchem, 4 december 1933), oudste zoon van Joseph Geefs en Adèle Roelandt. Hij werd beeldhouwer.
- Eugenius Maria Ludovicus (Eugène) Geefs (Antwerpen, 6 januari 1854 - Antwerpen, 7 maart 1925), was de tweede zoon van Joseph Geefs en Adèle Roelandt. Hij werd architect en docent aan de Koninklijke Academie voor Schone Kunsten van Antwerpen.
- Adrien Charles (Adrien) Geefs (Schaarbeek, 10 februari 1866 - Sint-Joost-ten-Noode, 16 juni 1896), zoon van Alexandre Geefs en Marie Josephe Aimée Barbieaux. Hij werd kunstschilder en tekenaar.

## Galerij

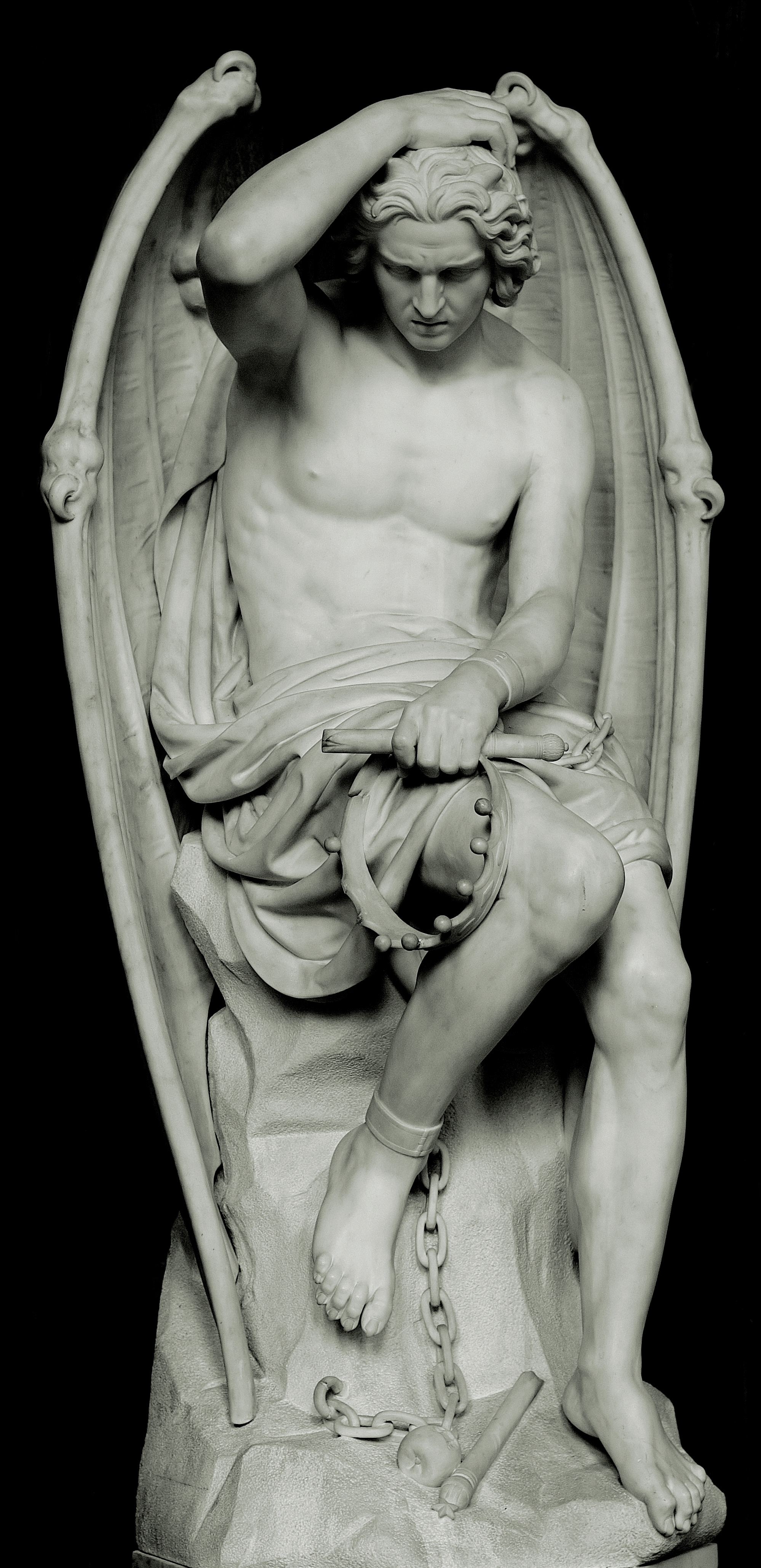
Lucifer in de St-Pauluskathedraal in Luik (1848), door Willem Geefs
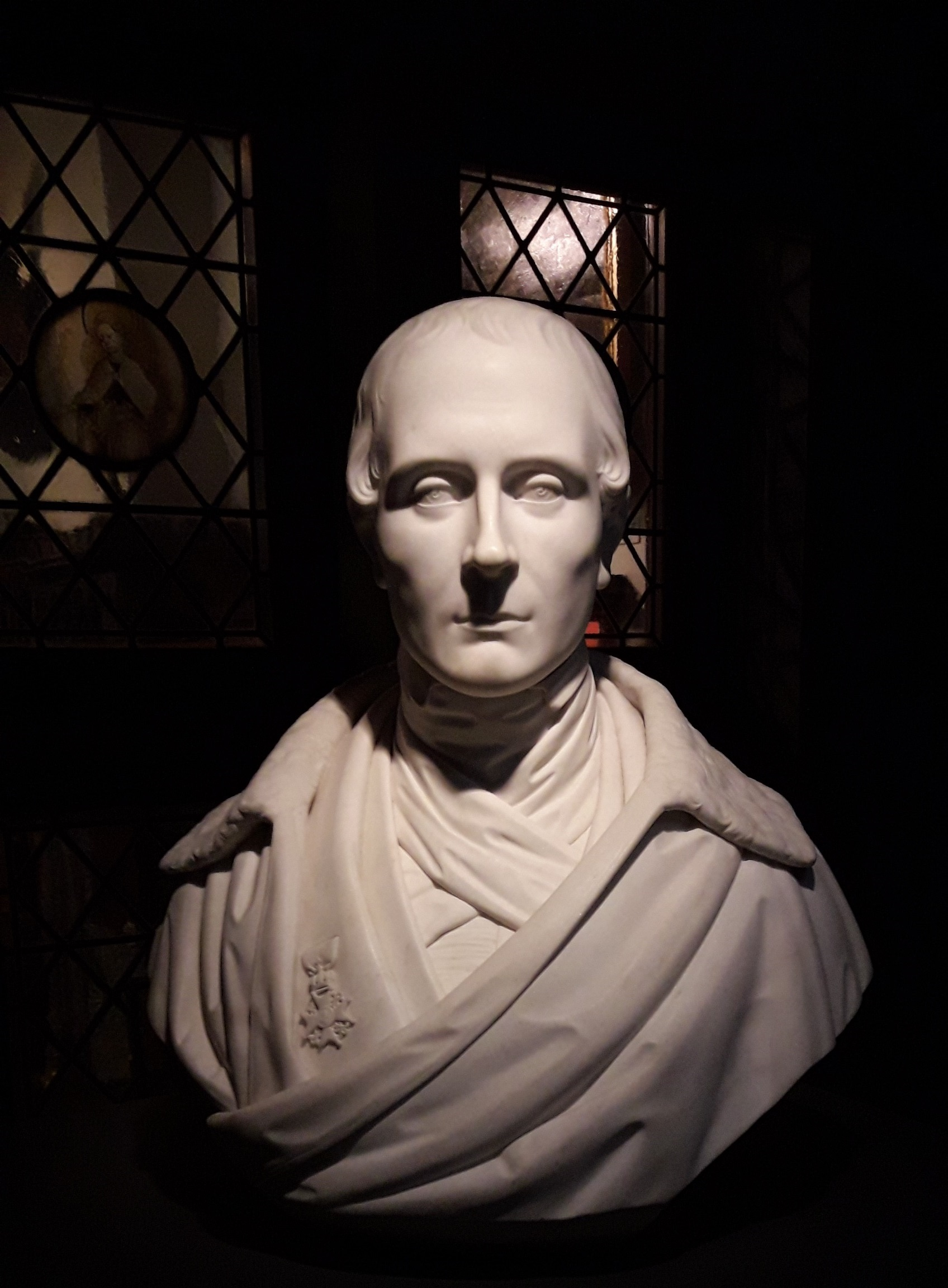
Buste van Ridder Florent van Ertborn, burgemeester van Antwerpen (1849), door Jozef Geefs
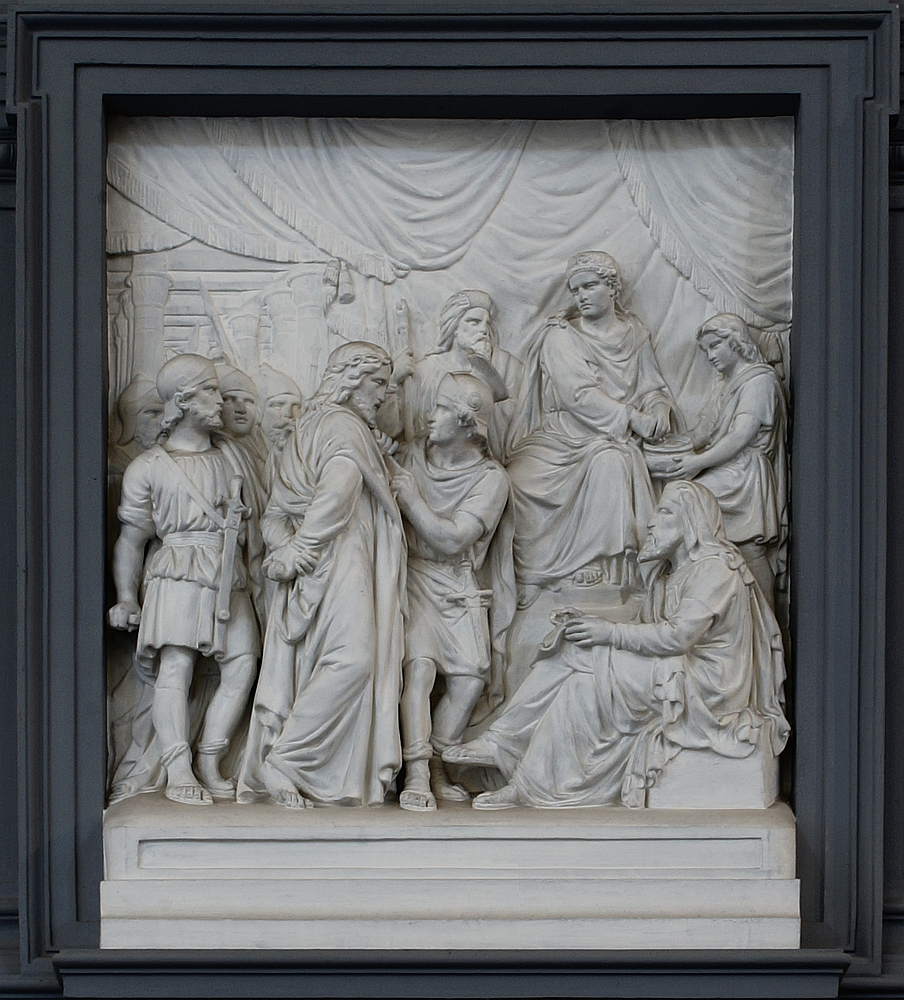
Kruisweg (detail: 1-ste statie), door Jean Geefs, in de kerk Sint-Jacob-op-Koudenberg te Brussel.
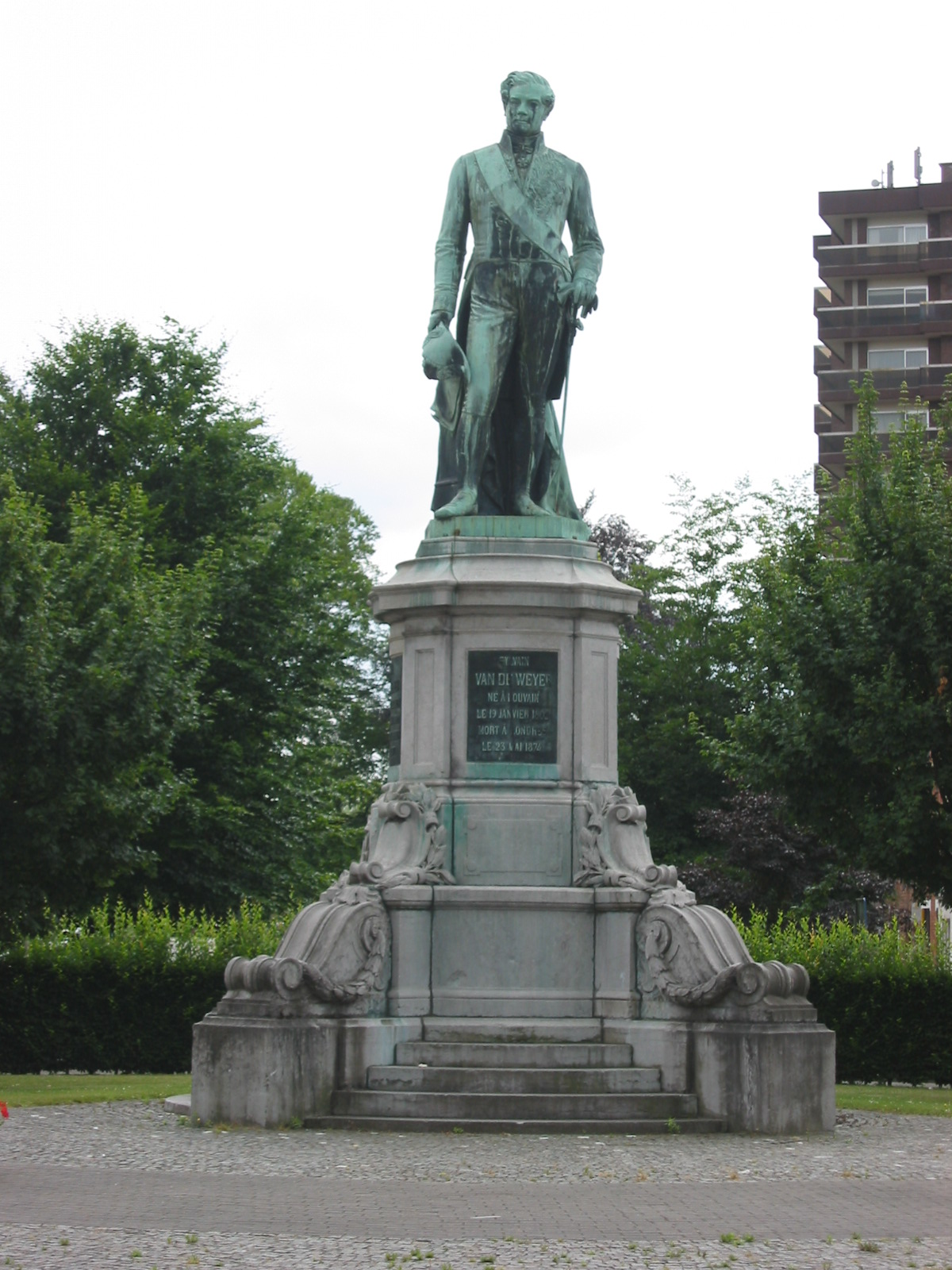
Standbeeld voor Sylvain Van de Weyer te Leuven (1876), door Charles Geefs.
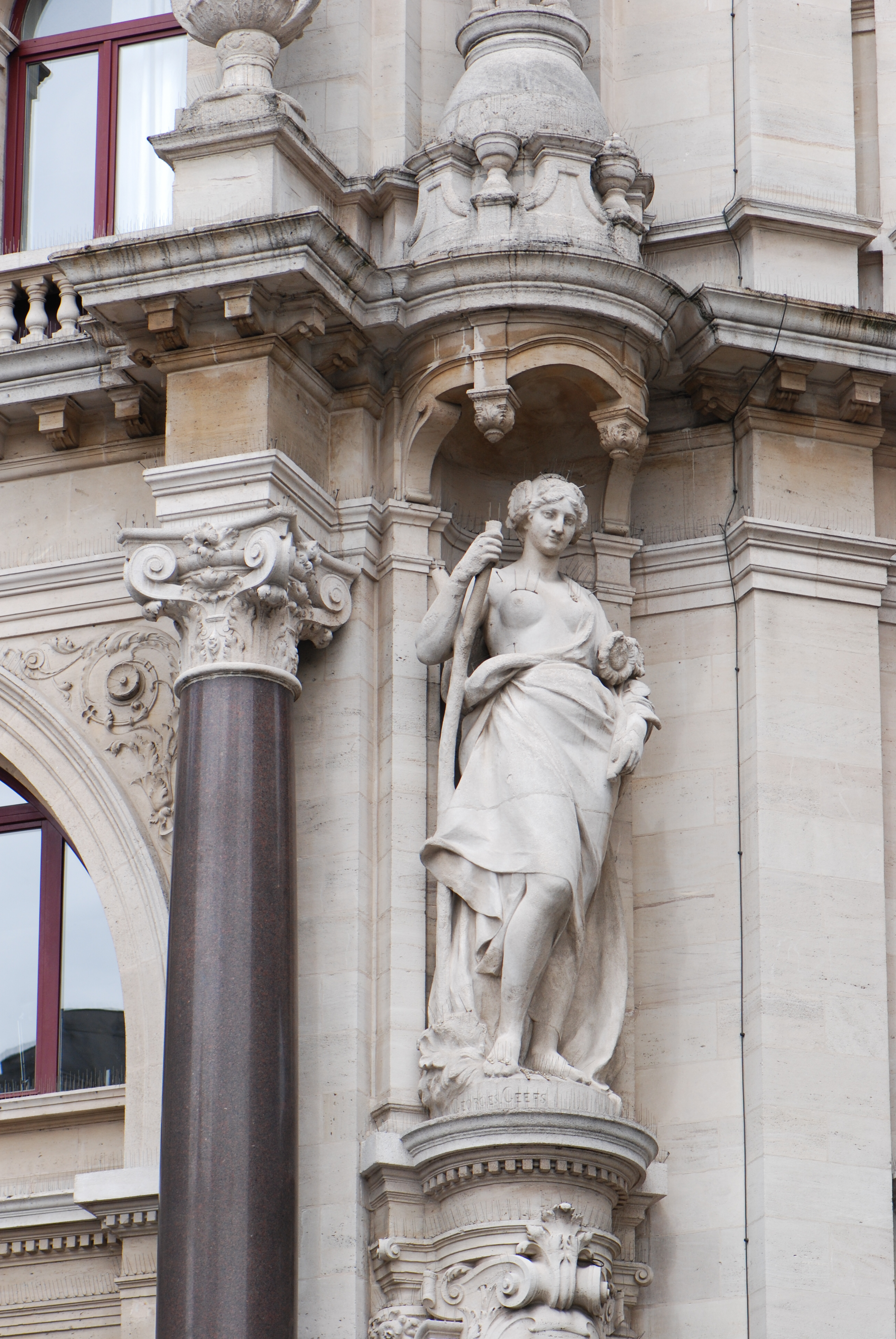
Zomer (1899) voor het Grand Hôtel Métropole in Antwerpen, door Georges Geefs.